# جسر ووترلو

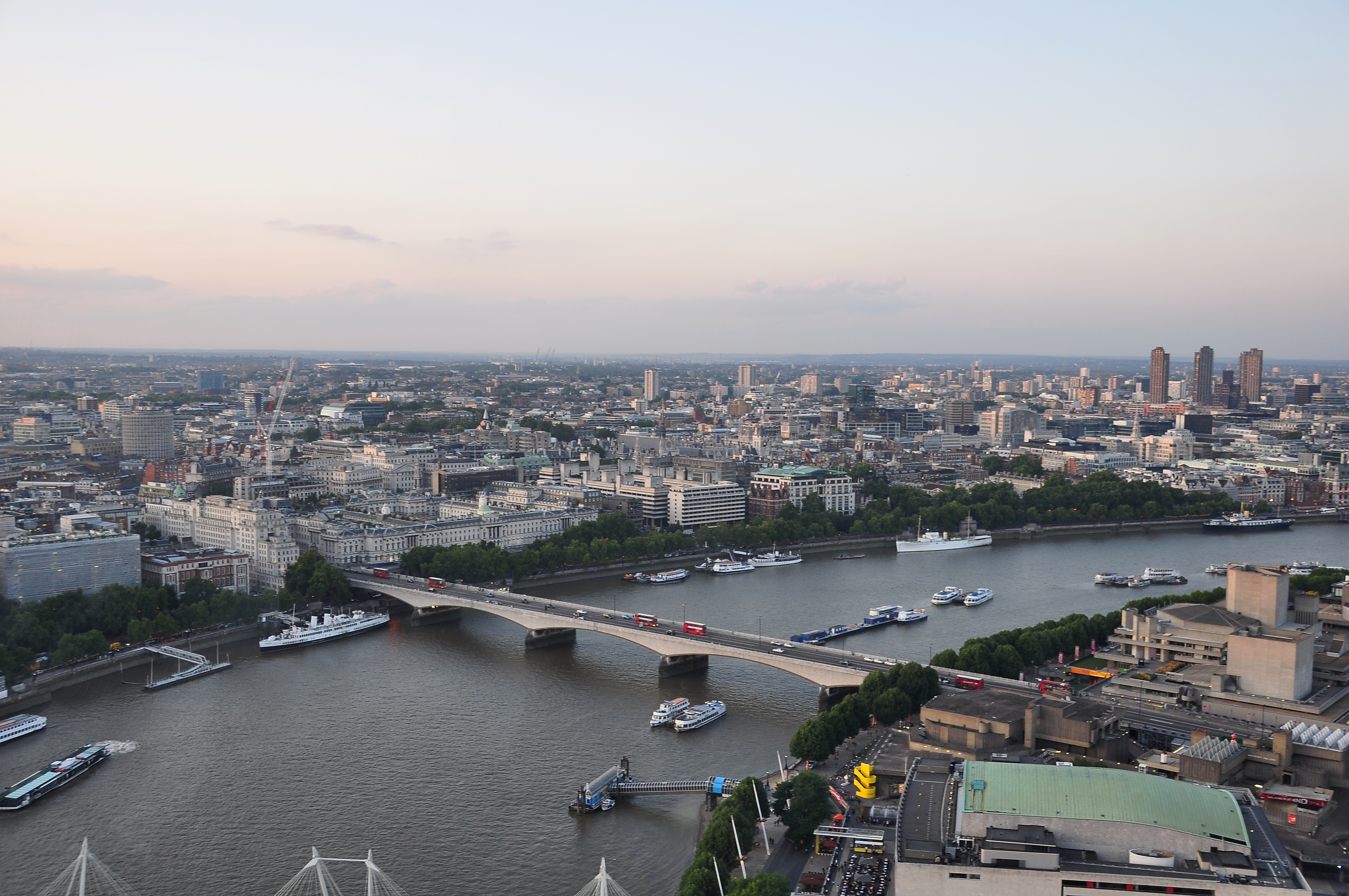
جسر ووترلو.

## التسمية
جسر ووترلو (بالإنجليزية: Waterloo Bridge)‏ هو طريق وممشى في مدينة لندن في بريطانيا يربط بين ضفتي نهر التايمز بين جسر بلاكفريرس وجسر هونغرفورد. جاءت تسميته تخليدا لذكرى انتصار البريطانيين في معركة واترلو
هو بناء مُدرّج بالدرجة الثانية* (Grade *II).

## نبذة تاريخية
- ’’’المرحلة الاولى’’’ كان تصميم الجسر الاولي بنفس الموقع بعام 1809 ميلادية من قبل جون رينيه وكان من الجرانيت وكان يطلق عليه بالجسر الطويل وكان يحتوي تسعة اقواس بطول 120 قدم لكل قوس، وبطول اجمالي بلغ 2456 قدم قبل افتتاحه كان يطلق عليه اسم «ستراند بريدج» بعام 1840 أصبح مقصدا للمنتحرين في عام 1920 انهار الجسر بسبب بعض العيوب التي تزايدت مع السنين.
- ’’’المرحلة الثانية’’’كانت من تصميم جيليس جلبرت سكوت وافتتح بعام 1942 وانهي بنائه عام 1945 واستخدمت فيه تقنية الحزم ولقد تحطم الجسر اثناء الحرب العالمية الثانية بسبب القنابل الألمانية.
- ’’’المرحلة الثالثة’’’تم بناءه من قبل شركة بيتر ليند.

استخدمت بعض حجارة الجسر القديمة كتذكارات فلقد استعين باحداها في بناء النصب التذكاري في ونتقتون بنيوزلندا.